# Francisco da Conceição Silva
Francisco da Conceição Silva (Coração de Jesus, Lisboa, 1922 – Rio de Janeiro, 24 de janeiro de 1982) foi um arquitecto português.

## Vida e obra
Nasceu na freguesia do Coração de Jesus, em Lisboa. Era filho do comerciante João Batista da Conceição da Silva, natural da Sertã (freguesia de Pedrógão Pequeno), onde Francisco foi batizado, e de Maria Mercedes Delgado Queiroz da Conceição da Silva, doméstica, natural da Vila de Castro, província de Ourense (Orense), em Espanha.
Estudou na Escola de Belas Artes de Lisboa, onde o reduzido número de alunos permitia partilhar as aulas de desenho com alunos de pintura e escultura, áreas que inúmeras vezes o arquitecto viria a integrar nos seus projectos logo desde a fase de concepção. 
A 21 de dezembro de 1946, casou numa sala, transformada em capela, da residência de Sara de Castro Durão, na Avenida 5 de Outubro, em Lisboa, com Maria dos Santos Loulé (Silves, Silves, c. 1921), filha do industrial Virgílio da Silva Loulé e de Teresa Pucarinho, doméstica, ambos naturais de Silves.
Obteve o diploma de arquitecto em 1949 e, após breves passagens pelo atelier de Adelino Nunes e pela Federação das Caixas de Previdência, criou uma “sociedade” com o arquitecto José Bastos, que viria ter na habitação unifamiliar para a classe média/alta a sua principal linha de actuação.
Por volta de 1953, Conceição Silva monta o seu atelier individual e, devido à escassez de encomendas, dedica-se ao desenho de mobiliário que tem a oportunidade de apresentar ao público na “Jalco”, loja lisboeta de referência, numa exposição conjunta com obras de arte de Júlio Pomar, Querubim Lapa, Sá Nogueira, Jorge Vieira, entre outros — uma mostra integrada e harmoniosa que, nas palavras do arquitecto, «foi, pelo menos, um escândalo… já não digo um sucesso comercial, mas foi um escândalo, no momento».
Durante os anos 50, Conceição Silva dedicou-se, a par da arquitectura comercial, a projectar moradias que se alinham, numa corrente moderadamente moderna que rejeita a aplicação acrítica dos cinq points de l'architecture moderne de Le Corbusier, provavelmente devido à influência que a arquitectura moderna brasileira atinge no contexto internacional.
Sofreu um atentado que em Janeiro de 1975, na sua casa no Dafundo, que o deixou em estado crítico. Avisado da presença do seu nome da lista do COPCON, Conceição Silva exila-se no Rio de Janeiro, no Brasil, aos 53 anos de idade. As suas moradias deste período — a Casa Steinberg (1976), a Casa Coslowski (1976), a Casa na Barra da Tijuca (1976) e a Casa Salik (1981) — representam uma sempre actualizada atitude de experimentação dos temas da modernidade revista, adaptada ao local e aos materiais e processos construtivos, numa linha de continuidade com as moradias que tinha construído em Portugal nos anos 60.
Morreu a 24 de janeiro de 1982.

## Legado
A acção do arquitecto granjeou-lhe o respeito e a admiração de profissionais das mais diversas áreas que trabalharam no seu atelier, ou com ele colaboraram, personalidades hoje reconhecidas como importantes no panorama cultural português — para além do seu sócio Maurício de Vasconcelos, os arquitectos Tomás Taveira, José Forjaz, Manuel Vicente, José Daniel Santa Rita, Sena da Silva, Bartolomeu Costa Cabral, Arsénio Cordeiro, Pedro Vieira de Almeida, Henrique Chicó, Gilberto Lopes, Bruno Soares e Rui Barreiros Duarte; os arquitectos paisagistas Gonçalo Ribeiro Telles e Álvaro Ponce Dentinho; o designer Eduardo Afonso Dias; os artistas plásticos Sá Nogueira, Estrela Faria, Jorge Vieira, Almada Negreiros, Querubim Lapa, Júlio Pomar, João Cutileiro, Alice Jorge, Manuel Cargaleiro e Fernando Conduto; os geógrafos Jorge Gaspar e Teresa Craveiro; a historiadora Raquel Henriques da Silva; o escritor Herberto Hélder; entre muitos outros.

## Alguns projetos e obras
- Hotel do Mar (Sesimbra)[5]
- Bloco do Moinho (Sesimbra)[5]
- Bloco Apartamentos Porto de Abrigo (Sesimbra)[5]
- Hotel Serra da Estrela[1]
- Edifício Castil, Rua Castilho, Lisboa [1]
- Hotel da Balaia (Algarve)[1]
- Plano de urbanização de Évora[1]
- Plano de urbanização de Loures[1]
- Plano de urbanização de Portimão[1]
- Plano turístico da Península de Tróia[1]

### Edifício Castil

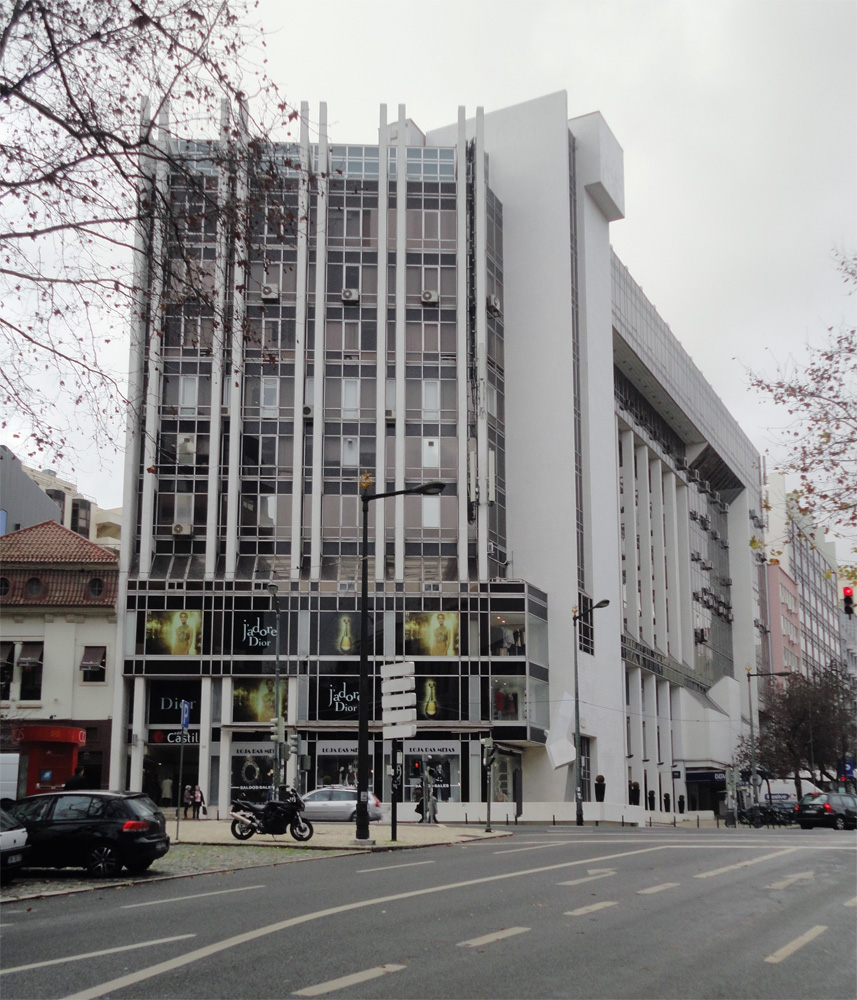
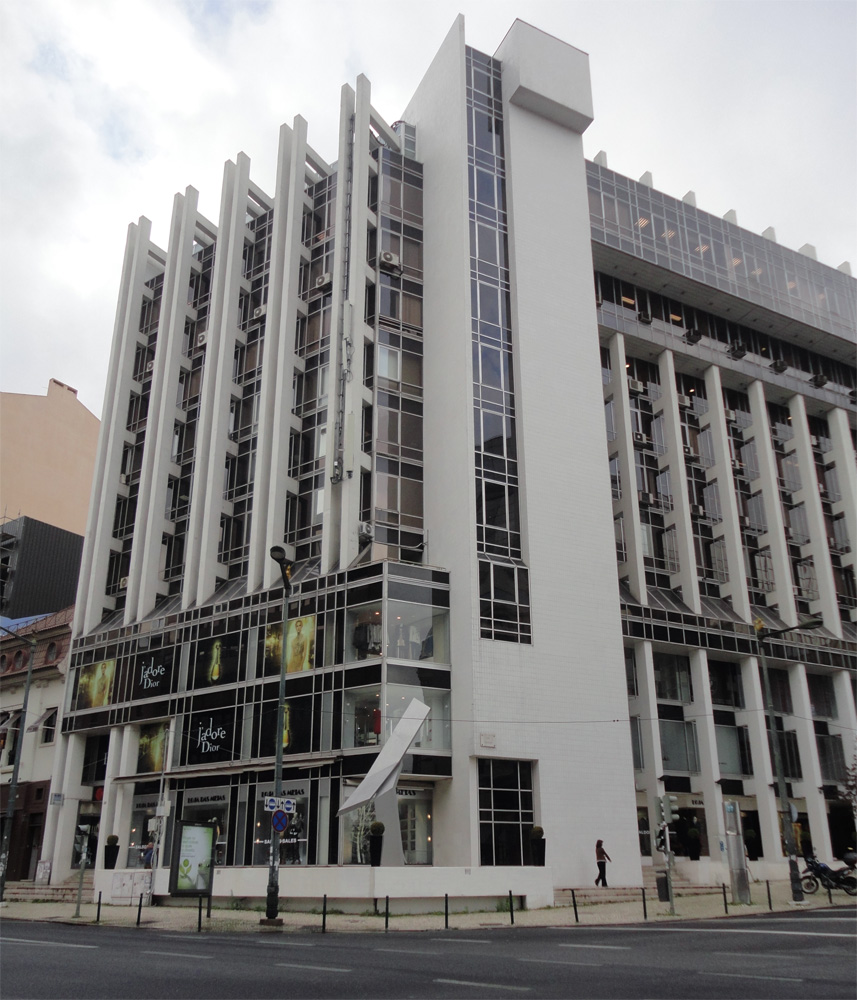
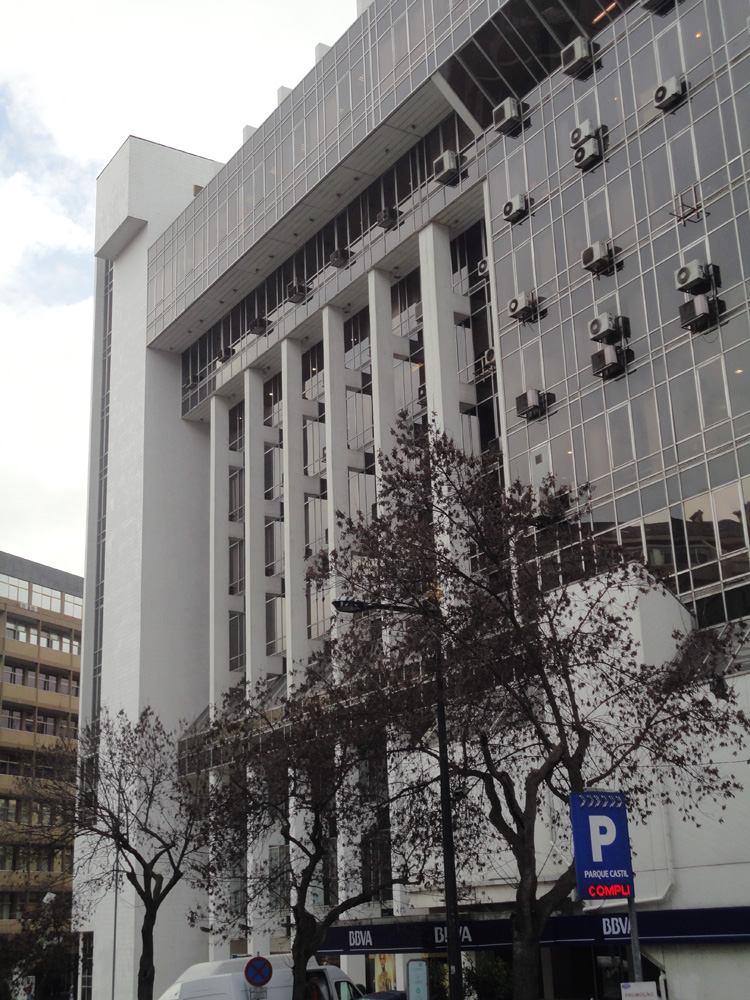

## Toponímia
- A Câmara Municipal de Lisboa em reunião de 20 de Julho de 2005 atribuiu o nome "Rua Francisco da Conceição Silva / Arquitecto / 1922-1982 a uma rua de Telheiras Norte, homenageando assim o arquitecto.[6]